# Catherine av Luxembourg-Saint-Pol
Catherine av Luxembourg-Saint-Pol, född 1422, död 1492, var hertiginna av Bretagne, gift med hertig Artur III av Bretagne. Hon var syster till Jacquetta av Luxemburg.
Vigseln ägde rum 1445. Äktenskapet var barnlöst. Efter bröllopet bodde hon i Parthenay fram till att hennes make ärvde makten i Bretagne 1457, vilket gjorde henne till hertiginna av Bretagne. Hennes make avled 1458 efter bara lite över ett år som hertig och efterträddes av sin brorson. Som änka levde hon ett tillbakadraget liv och bosatte sig slutligen i ett kloster i Nantes som hon hade grundat.